# Jinotega (stad)
Jinotega is een gemeente in Nicaragua en de hoofdstad van het  gelijknamige departement. Jinotega werd ook wel Ciudad de las brumas ('Stad van de mist') genoemd, vanwege de mistige wolken boven de vallei waar de stad in ligt. De gemeente telde 131.000 inwoners in 2015, waarvan ongeveer veertig procent in urbaan gebied (área de residencia urbano) woont.
Jinotega is ook de zetel van het op 30 april 1991 gestichte Bisdom Jinotega.

## Geografie
De stad ligt op 1004 m hoogte, in het noorden van het land bij het kunstmatige Apanasmeer, dat ontstaan is door een dam in de Río Tuma.

### Aangrenzende gemeenten
| Aangrenzende gemeenten | Aangrenzende gemeenten | Aangrenzende gemeenten   | Aangrenzende gemeenten | Aangrenzende gemeenten |
| ---------------------- | ---------------------- | ------------------------ | ---------------------- | ---------------------- |
|                        |                        | Santa María de Pantasma  |                        | El Cuá                 |
|                        |                        |                          |                        |                        |
| San Rafael del Norte   |                        |                          |                        |                        |
|                        |                        |                          |                        |                        |
|                        |                        | Sebaco (M) Matagalpa (M) |                        | Tuma-La Dalia (M)      |

## Stedenbanden
- Solingen (Duitsland)
- Ulm (Duitsland)
- Zoetermeer (Nederland), 1982-2019